# Communauté de communes des Mynes et Hautes-Vosges du sud
Die Communauté de communes des Mynes et Hautes-Vosges du sud ist ein ehemaliger kommunaler Zusammenschluss (Communauté de communes) von fünf Gemeinden im Département Vosges in Lothringen. Der Name geht auf die geografische Lage in den südlichen Hochvogesen und den früher betriebenen Bergbau in der Region ein (mynes = Minen). Bis zum März 2007 hieß der Verband Communauté de communes du Val de Rupt et Thillot.
Der Kommunalverband hatte 11.313 Einwohner (2006) auf 111,41 km², was einer Bevölkerungsdichte von 102 Einwohnern/km² entsprach.
Sitz des Verbandes war die Kleinstadt Le Thillot. Alle Mitgliedsgemeinden lagen mit Ausnahme von Le Ménil an der oberen Mosel in den Vogesen.
Der Kommunalverband wurde am 5. Dezember 2006 gegründet, um die materiellen Ressourcen der Gemeinden zu bündeln und die wirtschaftliche Entwicklung zu koordinieren.
Mit Wirkung vom 1. Januar 2013 fusionierte der Gemeindeverband mit der Communauté de communes des Ballons des Hautes Vosges et de la Source de la Moselle und bildete damit die neue Communauté de communes des Ballons des Hautes-Vosges.

## Ehemalige Mitgliedsgemeinden
- Ferdrupt
- Le Ménil
- Le Thillot
- Ramonchamp
- Rupt-sur-Moselle